# ایژ
ایژ (به روسی: иж) که در کشور های اروپایی با نام قزاق (به انگلیسی: Cossak) شناخته می شود. به انواع مختلف موتورسیکلت های تولید شده در شهر ایژوسک روسیه گفته می شود.

## تاریخچه
اولین موتورسیکلت های ایژ تولید شده، در سال ۱۹۲۸ توسط ولادیمیروویچ موخاروف طراحی و تولید شد و در ادامه کارخانه‌ی ایژ در شهر ایژوسک شوروی در سال ۱۹۵۸ شروع به کار کرد. امروزه کارخانه ایژ با کارخانه کنسرن کلاشینکف ادغام شده است و همچنان به تولید موتورسیکلت در شهر ایژوسک روسیه ادامه می دهد.
این موتور سیکلت در ایران به ایژ روستا شهرت دارد؛ دلیل این شهرت استفاده گسترده از این موتورسیکلت توسط ساکنان روستاها و کشاورزان بود.
در دهه ۱۳۵۰ خورشیدی موتورسیکلت‌های ایژ وارد ایران شد. این موتور با توجه به شرایط اقلیمی ایران مخصوصا نیمه شرقی و همچنین کارهای کشاورزی و دامداری این مناطق آن را به بهترین گزینه برای جابجایی و حمل و نقل تبدیل کرد.
زمانی که این موتورسیکلت ها وارد ایران شدند؛ شرکت پیشتاز موتور خراسان، نمایندگی موتورسیکلت های ایژ را در اختیار گرفت. سپس با گسترش ماشین آلات پیشتاز موتور، به مرور بخش های مخلتف موتورسیکلت های ایژ (از جمله تنه، رینگ و تایر) در داخل ایران تولید شدند و در سال های پایانی تنها پیشرانه آن از روسیه وارد می شد.
تولیدات مدل های مونتاژ شده داخل ایران به حدی رسید که به کشور های همسایه از جمله افغانستان نیز صادر می شد.
در آغاز دهه ۱۳۸۰ خورشیدی در ایران قوانین ممنوعیت تولید و تردد موتورسیکلت های دوزمانه وضع شد و در نهایت موتورسیکلت ایژ روستا بعد از گذشت چند دهه محبوبیت در ایران، از چرخه تولید خارج شد.
درحال حاضر برخی از مناطق روستایی ایران هنوز هم از این موتور سیکلت استفاده می کنند.

## مشخصات فنی
مدل های موجود در ایران (وارداتی و مونتاژ) همگی مجهز به پیشرانه ای دوزمانه با حجم ۳۵۰ سی‌سی و گشتاوری معادل ۲۰ نیوتون متر بودند که می‌توانستند صفر تا صد کیلومتر را در دوازده ثانیه طی کنند.
بلوک سیلندر آن از آلیاژ فولاد و ایریدیوم ساخته شده بود که مهندسان روسی آن را با پره‌های عمیق تزیین کردند و همین امر باعث گردش بهتر هوا در پیشرانه آن می شد. ظاهر و رنگ این موتور مثل موتورهای زمانه خود متالیک و یا استاتیک نبود ولی روس‌ها برای رنگ آن کم نگذاشتند و بدنه آن را پنج تا هفت لایه رنگ زدند. این نوع رنگ زدن باعث می شد که رنگ موتور در زیر نور شدید آفتاب نپرد و همچنان مثل روز اول نو به نظر برسد.
جنس و آلیاژ به کار رفته در اگزوز و لوله آن از ترکیب تنگستن و آهن بوده که باعث انتقال سریع حرارت و سریع سرد شدن آن می‌شود و سطح اگزوز و گلگیر آن با استیل و کروم ترکیب شده که در کنار زیبایی باعث ضد خش بودن آن می‌شود.

### برخی از مدل های موتورسیکلت ایژ
- ایژ ۹۲
- ایژ فیلی یا
- ایژ ت
- ریل
- ۲۰۱۳
- ایژ پرتغالی
- ایژ ۸۸
- اِیژ پلانتا
- ایژ پلانتا ۲ و ایژ ژوپیتر
- ایژ ژوپیتر و پلانتا طرح ۳
- ایژ پلانتا اسپورت
- ایژ ژوپیتر ۶ (رادیاتوری)